# Nuestra Señora de Beauraing
Nuestra Señora de Beauraing, también conocida como la Virgen del Corazón de Oro, es el título que se le da a las 33 apariciones de la Virgen María, el 29 de noviembre de 1932 y el 3 de enero de 1933, a los hermanos Gilbert y Andree Degeimbre (hermanos) Fernande, Gilbert y Albert Vaison (hermanos) que son total 5 niños que se encontraban entre los 9 y 15 años cuando vieron a la Virgen. Por varios años después de las apariciones, los peregrinos continuaron yendo al pequeño pueblo belga de Beauraing, donde fueron realizadas muchas curaciones y conversiones. 
Los niños contaron que María pidió que se construyera una Capilla en el sitio donde se apareció en un nuboso tronco de un espino, cuyas ramas pasa por encima de Ella y describen a la Bella Señora como bien menuda, joven, con ojos azules. Su belleza corta la respiración. Viste un traje blanco pisado que le cubre sus pies. Le cubre la cabeza un velo blanco que oculta parte de los hombros y baja hasta su espalda. De su brazo derecho cuelga un Rosario que desaparece en el vuelo de las mangas cuando Nuestra Señora abre los brazos. La Santísima Virgen le pide en sus apariciones que los niños sean buenos, que siempre recen y pidan por los pecadores. La Bella Señora dijo: "Yo soy la Inmaculada Virgen". Ella también solicitó a los peregrinos que fueran al lugar de las apariciones y pidió a los niños y a todos que rezaran, así como que en una de sus últimas visiones reveló su Corazón de Oro, referencia a su Inmaculado Corazón.
En la última aparición reportada, la Virgen le preguntó a Fernande Vaison: "¿Tú amas a mi hijo?" y él respondió "sí". Luego ella le preguntó "¿Tú me amas?" y él volvió a contestar que sí. Luego la Virgen le dijo "Entonces haz sacrificio por mi" y terminó la aparición antes de que el niño pudiera contestar.
La aprobación final para esta aparición mariana fue dada en 1949 bajo la dirección de la Santa Sede por Monseñor Andre-Marie Chaure, Obispo de Bergos, Bélgica.  La virgen de beauraing es una advocación.